# Pieter Hasekamp
P.F. (Pieter) Hasekamp (Leiden, 1965) is een Nederlands econoom. Hij is sinds 1 maart 2020 directeur van het Centraal Planbureau.

## Opleiding en werk
Hasekamp studeerde Algemene Economie aan de Erasmus Universiteit Rotterdam en promoveerde aan het European University Institute in Florence op het proefschrift “Essays on the credibility of Economic Policy”.
Van 2004 tot 2008 was hij directeur zorgverzekeringen van het ministerie van Volksgezondheid, Welzijn en Sport. Vervolgens was hij van 2008 tot 2015 algemeen directeur bij Zorgverzekeraars Nederland. Van 2015 tot 2020 was hij Directeur-generaal Fiscale Zaken bij het ministerie van Financiën.

## Nevenfuncties
Hasekamp is kroonlid van de Sociaal-Economische Raad en adviserend lid van de Wetenschappelijke Raad voor het Regeringsbeleid. Daarnaast is hij sinds 1 januari 2022 onafhankelijke commissaris en voorzitter van de raad van commissarissen bij Geldmaat.

## Varia
Op maandag 26 juni 2023 hield hij de EW Economie-lezing waarin hij arbeidsmigratie een schijnoplossing noemde voor de krapte op de arbeidsmarkt en de door degrowth-beweging gepropageerde economische krimp als slecht idee betitelde omdat het zou leiden tot kaboutersocialisme.